# Apsidna precesija
Apsídna precesíja (tírna precesíja ali orbitálna precesíja) je v nebesni mehaniki precesija (sukanje) krožnega tira (orbite) nebesnega telesa. Je postopno sukanje daljice (apsidnice), ki povezuje apsidi tira – točki najmanjše in največje razdalje telesa od središča njegovega kroženja. Prisončje je najbližja točka Soncu. Apsidna precesija je prvi časovni odvod argumenta periapside, enega od šestih elementov tira.

## Zgodovina
Starogrški astronom Hiparh (okoli 190 pr. n. št.–okoli 120 pr. n. št.) je ugotovil apsidno precesijo Luninega tira. Za mehanizem z Antikitere (okoli 80 pr. n. št.) ima popravek s skoraj točno vrednostjo 8,88 let na polno krožnico z napako do 0,34 %.
Precesijo Sončevih apsid je v 9. stoletju odkril al-Zarkali (1028–1087). Po njegovih merjenjih je vrednost 12,04", prava vrednost pa je 11,77". Njegov model gibanja Sonca v katerem se središče Sončevega deferenta giblje po mali, počasi vrteči se krožnici, za upoštevanje opazovanega gibanja Sončevega odzemlja v geocentrični sliki, je v 13. stoletju obravnaval Bernard iz Verduna v svojem delu Razprava o celotni astronomiji (Tractatus super totam astrologiam), ter v 15. stoletju Regiomontan in Peurbach. V 16. stoletju je Nikolaj Kopernik uporabil takšen model, ga posodobil na heliocentrično obliko in objavil v svojem delu O kroženjih nebesnih krogel (De revolutionibus orbium coelestium).
Lunine apsidne precesije Klavdij Ptolemaj v svojem Almagestu ni navedel in tako so to skupino precesij, posledico preobilice pojavov, težko obravnavali do 20. stoletja, ko je njen zadnji neopredeljeni del sukanja prisončja Merkurja napovedala Einsteinova splošna teorija relativnosti.